# Rondeletia loricata
Rondeletia loricata – gatunek ryby głębinowej z rodziny Rondeletiidae. 

## Występowanie
Występuje we wszystkich oceanach na głębokościach 100–3500 m. Nie ma znaczenia gospodarczego. Razem z pokrewnym gatunkiem R. bicolor tworzy rodzinę Rondeletiidae.